# Guthrie's
O Guthrie's é uma cadeia de restaurantes franqueados de fast casual, com sede em Auburn, Alabama, Estados Unidos, mais conhecida por ser o restaurante original de chicken fingers. O primeiro estabelecimento foi aberto em Haleyville, em 1965, por Hal Guthrie. Em 1978, o cardápio foi adaptado para consistir principalmente em chicken fingers, molho exclusivo, batatas fritas, salada de repolho e torrada do Texas, tornando-se o primeiro a centralizar seu cardápio em chicken fingers. Atualmente, a cadeia cresceu e conta com 48 lojas nos Estados Unidos, com planos ativos de expansão.

## História
O Guthrie's original foi inaugurado em Haleyville, Alabama, em 1965, por Hal Guthrie. Originalmente, o restaurante servia um cardápio completo de comida sulista, mas em 1978 foi alterado para se concentrar principalmente em chicken fingers. Essa mudança fez com que o Guthrie's se tornasse o primeiro restaurante a ter um cardápio amplamente centrado em chicken fingers. Em 1982, um segundo local seria aberto em Auburn e um terceiro em Athens, Geórgia, em 1984. Em 1997, oito locais estavam abertos e todos estavam sob a propriedade da família Guthrie.
Muitas das primeiras lojas foram construídas ao lado de grandes universidades: Universidade de Auburn, Universidade da Geórgia, Universidade do Alabama, Universidade da Flórida e Universidade Estadual da Flórida. A expansão fora das cidades universitárias não começou até a abertura da unidade de Gardendale em 1997. Em 2005, os 26 restaurantes da cadeia estavam todos sob a propriedade da família Guthrie. Em abril de 2005, foi anunciado que a empresa estava procurando se expandir para fora do Alabama, para a Flórida, Geórgia, Luisiana e Mississippi, e que também estava procurando franquear a marca pela primeira vez. Em 2015, o restaurante havia se expandido para o Kentucky e, mais tarde, em 2022, o Guthrie's abriu seu primeiro restaurante no Mississippi, em Oxford, perto da Universidade do Mississippi.